# 普洛默尔
普洛默尔（法語：Plomeur，法語發音：[plɔmœʁ]）是法国菲尼斯泰尔省的一个市镇，属于坎佩尔区。

## 地理
普洛默尔（47°50'25"N, 4°17'5"W）面积29.69 平方千米，位于法国布列塔尼大區菲尼斯泰尔省，该省份为法国最西部的省份，位于布列塔尼半岛西部，北西南三面环大西洋，东临阿摩尔滨海省和莫尔比昂省。
与普洛默尔接壤的市镇（或旧市镇、城区）包括：吉尔维内克、庞马尔、普洛巴纳莱克-莱斯科尼勒、普洛内乌尔-朗韦恩、蓬拉贝、圣让特罗利蒙、特雷菲亚加特。

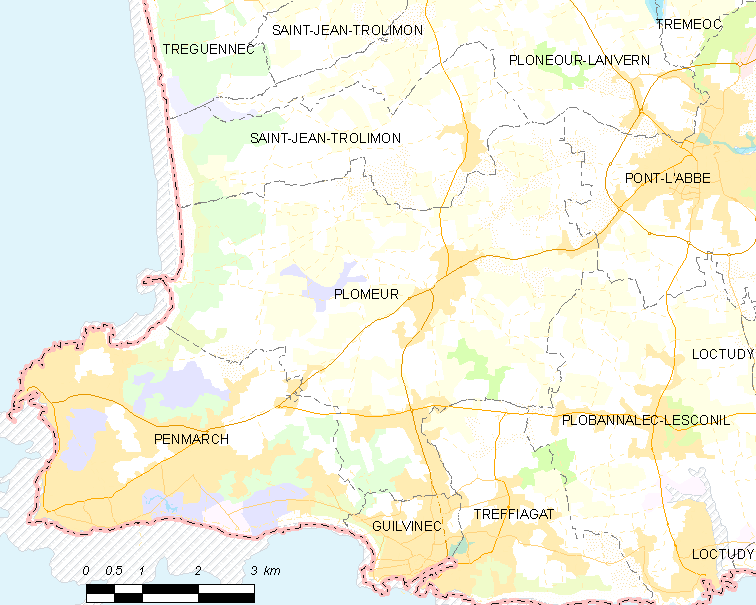
普洛默尔的OSM定位图

普洛默尔的时区为UTC+01:00、UTC+02:00（夏令时）。

## 行政
普洛默尔的邮政编码为29120，INSEE市镇编码为29171。

## 政治
普洛默尔所属的省级选区为普洛内乌尔-朗韦恩县。

## 人口

1962-2008年间普洛默尔人口变化图示

普洛默尔于2022年1月1日时的人口数量为3877人。